# Isaac Peraire i Soler
Isaac Peraire i Soler (Prats de Lluçanès, 26 de febrer de 1985) és un polític català i director de l'Agència de Residus de Catalunya. Fou alcalde de Prats de Lluçanès (2015-2019).

## Trajectòria
Natural de Prats de Lluçanès, Isaac Peraire es va graduar en Sociologia per la Universitat de Barcelona. Va cursar, més tard, estudis de Fiscalitat per la Universitat Oberta de Catalunya. Posteriorment, realitzà les pràctiques CAP a l'IES Jaume Callís de Vic en l'assignatura de Geografia.
El primer pas a la política el va fer com a número 10 en les eleccions municipals del seu poble el 2003 per Esquerra Republicana de Catalunya. Llavors es vinculà amb les Joventuts d'Esquerra Republicana de Catalunya d'Osona. Va començar a militar al partit el 2004. A les eleccions municipals de 2011 va ser presentat com a alcaldable, però el seu partit no acabà governant. De 2010 a 2013, formà part de la Direcció Nacional de les JERC, havent-ne estat anteriorment portaveu.
El març del 2013 va ser escollit Secretari Nacional d'Estratègia i Anàlisi Electoral d'ERC. Ho seria fins al 2014, quan seria elegit Secretari d'Organització del partit. El 16 de gener, el consell nacional d'Esquerra Republicana de Catalunya el va promoure com a nou vicesecretari general de Coordinació Interna i Territori, rellevant Eduard López. En les eleccions de 2015, va ser elegit alcalde de Prats de Lluçanès. Durant la legislatura, Peraire fou, a més, regidor d'Hisenda i Esports i president del Consorci del Lluçanès.
Des de finals de 2018, Peraire va mantenir un pols amb l'aleshores primera tinent d'Alcalde, Montserrat Juvanteny, que va fer públic un document signat per ambdós segons el qual Juvanteny seria la pròxima candidata d'ERC al municipi. Finalment, només Peraire va presentar candidatura a l'assemblea local i va ser proclamat candidat a la reelecció, mentre que Juvanteny va crear un nou partit, Movem Prats.
En les eleccions de 26 de maig de 2019, ERC va registrar els pitjors resultats des que es presenta al municipi, l'any 1995. ERC va obtenir 504 vots (30,86 %) passant de 6 a 3 regidors. Junts per Catalunya va obtenir la victòria, amb 5 regidors, mentre que Movem Prats (2) i República Activa de Prats (1) van entrar per primera vegada al consistori. Fruit d'aquests resultats, Jordi Bruch (Junts per Prats) va ser escollit nou alcalde de Prats de Lluçanès. Isaac Peraire va renunciar a encapçalar el grup d'ERC a l'Ajuntament, tot i mantenir-s'hi encara com a regidor, i Montserrat Boladeres, número dos de la candidatura, va ser escollida com a nova portaveu.
Dos anys més tard, el juny del 2021, Peraire va anunciar que renunciava a l'acta de regidor coincidint amb el seu nomenament com a director de l'Agència de Residus de Catalunya en substitució de Josep Maria Tost.
Des del setembre de 2019 és vicesecretari General de Vertebració Territorial i Partit Obert d'ERC i, des del març del mateix any, representant del partit en la direcció del Consell per la República.
Peraire ha participat activament en diverses entitats locals i comarcals.

## Obra publicada
- Vida política. Prats de Lluçanès 1979-2002
- Vicenç i Àgata, 25 anys voltant (amb Lluís Vila i Núria Vila)[11]